# Contra el feixisme
Contra el feixisme (en italià: Il fascismo eterno) és un breu assaig escrit pel filòsof, novel·lista i semiòtic italià Umberto Eco, a partir d'una conferència impartida el 25 d'abril de 1995 a la Universitat de Colúmbia. L'any 2019, l'editorial Ara Llibres en va publicar la versió en català en una traducció de Maria Llopis.
Publicat per primera vegada el 1995, aquest influent assaig ofereix una anàlisi del feixisme i examina les seves característiques principals. A partir de les experiències personals d'Eco en créixer a la Itàlia de Benito Mussolini i la seva extensa investigació sobre els moviments feixistes, l'assaig ofereix valuoses consideracions sobre la naturalesa del feixisme i les seves manifestacions.
Contra el feixisme segueix essent una referència fonamental per entendre i identificar moviments i ideologies feixistes, proporcionant una exploració en profunditat del feixisme com a ideologia polièdrica i adaptable. L'anàlisi d'Eco ofereix informació sobre els patrons subjacents i els perills associats al feixisme, contribuint a una consciència més àmplia del potencial d'autoritarisme i extremisme polític que propugna.